# Label STEP
Label STEP ist eine internationale Non-Profit-Organisation, die sich zum Ziel gesetzt hat, die Lebens- und Arbeitsbedingungen der Teppichknüpfer zu verbessern. Die Gründung erfolgte  1995 von den Schweizer Entwicklungsorganisationen Brot für alle, Caritas, Erklärung von Bern, Fastenopfer und Swissaid sowie von der Schweizerischen Interessengemeinschaft Sauberer Orientteppichhandel (IGOT) gegründet.
Von 2007 bis 2013 war Label STEP eine Geschäftseinheit der  Max Havelaar Stiftung Schweiz. Seit 2014 ist es eine eigenständige Organisation. In Österreich unterhält Label STEP seit Ende 2002 ebenfalls ein Büro. Label STEP ist in den Abnehmerländern Frankreich, Schweiz, Österreich und Deutschland aktiv.
Die Organisation führt in den Produktionsländern nach eigenen Angaben regelmäßig Kontrollen in der Teppichproduktion durch, zurzeit bei mehr als 300 Produzenten in sieben Produktionsländern. Label STEP unterhält in Indien, Nepal, Pakistan, Iran und Marokko eigene Büros.
Zusätzlich unterstützt die Organisation nach eigenen Angaben Entwicklungsprojekte im Umfeld der Teppichproduktion.

## Arbeitsschwerpunkte
Die Organisation engagiert sich nach eigenen Angaben
- für bessere Arbeitsbedingungen in den Herkunftsländern der Teppiche
- für gerechte Entlohnung der Handarbeit
- gegen missbräuchliche Kinderarbeit
- für unabhängige Produktionskontrollen
- für Entwicklungsprojekte zur Verbesserung der Lebensbedingungen der Menschen vor Ort

Die Lizenznehmer verpflichten sich mit der Unterzeichnung des Label STEP Kodex, die genannten Prinzipien einzuhalten.

## Kinderarbeit
Um die Kinderarbeit sinnvoll zu bekämpfen, den Kindern den Schulbesuch zu ermöglichen und den Erwachsenen einen Weg aus der Arbeitslosigkeit zu bieten, unterstützt die Organisation nach eigenen Angaben in erster Linie Projekte, die dazu beitragen, die Arbeits- und Lebensbedingungen der Erwachsenen zu verbessern, damit diese für den Unterhalt der ganzen Familie aufkommen können und das „Recht des Kindes auf Bildung und eine lebenswerte Kindheit“ (UNO Kinderrechtskonvention) in die Realität umgesetzt werden kann.

## Firmenlabel
Die Organisation zeichnet nicht einzelne Produkte, sondern Import- und Handelsunternehmen aus. Alle handgefertigten Teppiche im Sortiment eines Lizenznehmers unterliegen nach eigenen Angaben den Vorgaben des fairen Handels.
Lizenznehmer sind Teppicheinzelhändler und -großhändler und Importeure.

## Verifikation
Die Organisation führt nach eigenen Angaben in allen wichtigen Teppichherkunftsländern Kontrollen der Sozialstandards durch. Die Produktionsstätten der Lizenznehmer werden nach eigenen Angaben mindestens 2× pro Jahr von Label STEP-Koordinatoren besucht und auf die Einhaltung des Label STEP-Kodex überprüft.
Die Lizenznehmer selbst setzen sich somit aktiv für die Verbesserung der sozialen Bedingungen in der Teppichproduktion und im Teppichhandel ein.

## Entwicklungsprojekte
Bei den unterstützenden Projekten werden nach eigenen Angaben folgende Schwerpunkte gesetzt:
- Aus- und Weiterbildungsprogramme für die Erwachsenen und Schule für die Kinder
- Verbesserung der Lebensbedingungen der Teppichknüpferinnen und ihrer Familien
- Ökologische Produktionsmethoden
- Sicherheit am Arbeitsplatz und Schutzmaßnahmen in den verschiedenen Nachbearbeitungsprozessen
- Erhaltung des Teppichs als Kulturgut
- Wissenstransfer zwischen den Ländern des Südens

Die Entwicklungsprojekte haben zumeist eine Mindestlaufzeit von 3 Jahren. Ziel der initiierten Projekten ist die Eingliederung des Projektansatzes in die lokale Gesellschaft und die Übergabe an eine lokale Organisation oder an die Verantwortlichen vor Ort.